# سفارة تونس لدى الأرجنتين
سفارة تونس لدى الأرجنتين هي البعثة الدبلوماسية لجمهورية تونس لدى جمهورية الأرجنتين، وتقع بالعاصمة بوينس آيرس.